# ボビー・ラシュリー
ボビー・ラシュリー（Franklin Roberto Lashley、1976年7月16日 - ）は、アメリカ合衆国の男性プロレスラー、総合格闘家、実業家。アフリカ系アメリカ人。カンザス州ジャンクション・シティ出身。AEW所属。「筋肉魔人」とも言われていた。

## 来歴
ミズーリ・ヴァレー大学ではレスリング選手として活躍し、1997年と1998年にNAIA（National Association of Intercollegiate Athletics）のチャンピオンとなった。

### プロレス

#### WWE
大学卒業後、アメリカ陸軍への入隊を経てOVWと契約、活動後2005年9月23日、WWEの番組であるSmackDown!に昇格。レスリングの経験を活かし、ベリー・トゥ・ベリーやスープレックスで相手を豪快に投げる格闘スタイルで売り出された。
デビュー早々にSurvivor Series 2005のイリミネーション・タッグマッチに出場。No Way Out 2006では、JBLと対決。その際、フィンレーが乱入したため、抗争を開始。Judgment Day 2006では、ブッカー・Tと対決。その試合もフィンレーの乱入のため敗北。しかし、Judgment Day 2006明けのスマックダウンで、JBLからUS王座を獲得。その後キング・ブッカー（ブッカー・T）、フィンレーとの抗争を繰り広げ世界王座戦線にも関わるようになった。
2006年11月14日、ECWに移籍。同年12月3日に行われたDecember to Dismember 2006でECW世界王座を獲得した。
ロイヤルランブル2007のECW王座戦でテストを撃破。2月にはNo Way Out 2007でミスター・ケネディの挑戦を受ける（反則負けで王座防衛）。さらにECWに舞台を移し、ハードコア・ホーリーとミスター・ケネディを相手に三つ巴戦を行い、防衛に成功した。翌週にはハードコア・ホーリーとスティール・ケージ・マッチで防衛戦を行う。5分以内に決着がつかなければ王座移動という厳しい条件を課せられたが、残り30秒のところでホーリーを沈め3週連続の王座防衛を果たした。試合後、レッスルマニアを控えたウマガに対して、金網を破壊しつつトペ・コンヒーロを仕掛けるという技を見せた。
レッスルマニア23ではビンス・マクマホンと大富豪ドナルド・トランプの代理戦争に出場し、ウマガとのシングルマッチに勝利したことでビンスは事前の約束どおりスキンヘッドになる。その後マクマホンファミリーに強奪されたECW王座を巡って抗争を繰り広げる。One Night Stand 2007で王座を奪還するも、ドラフトでRAWに移籍。これに伴いECW王座の返上を余儀なくされた。2008年2月4日付けで、怪我からの復帰が無いままWWEを解雇された。

#### TNA
WWE解雇後、同年6月13日にAAAの年間最大のイベントであるTriplemanía 16に出場。鈴木健想、エレクトロ・ショックとタッグを組んで、チェスマン & シルバー・キング & ラ・パルカ・ジュニア組から勝利を飾った。
2009年4月19日、TNAのPPVであるLockdown 2009に登場しTNAに参戦する旨を伝えるプロモーションを行った。以降、不定期ながらTNAへ出場し、ミック・フォーリーと結託してカート・アングル率いるメイン・イベント・マフィアとの抗争、No Surrender 2009でのライノとのシングルマッチでの対戦で勝利したことをきっかけにライノとの抗争、Final Resolution 2009でスコット・スタイナーとラストマン・スタンディングマッチを行うなど主にPPVで活躍。2010年1月にはハルク・ホーガン、エリック・ビショフの入団により彼らとのスキットを行うが2月以降登場せず、TNAからのロスター枠からも外された。

#### IGF
メジャー団体のみならずインディー団体や世界各地のプロレス団体にも出場。日本の団体であるIGFに参戦し、2008年8月15日のGENOME6にて初出場。ザ・プレデターと対戦し、スピアーからの片エビ固めで勝利。
以降、IGFに断続的に参戦し、2011年にはIGFチャンピオンシップトーナメントに出場し、一回戦であるGENOME15にてキース・ハンソンとの元WWE対決ながら短時間で勝利。準決勝であるGENOME16でジョシュ・バーネットと対戦するが敗れた。

#### TNA復帰
2014年3月9日、Lockdown 2014にて観戦に訪れ、マイクパフォーマンスにて復帰する意向を発表。イーサン・カーター3世により因縁をつけられ同月20日のiMPACT Wrestlingにてイーサン・カーター3世を相手に復帰戦を行うも反則勝利という形に終わった。
5月よりMVPとケニー・キングに唆されてヒールへと転向し、トリオユニットを結成。TNA世界王座の取り合いが争いが激しい中殴りこんでMVPとケニー・キングのアシストを受けて勝ち進み、6月19日にTNA世界王者であるエリック・ヤングに挑戦して勝利し、ベルトを奪取した。

#### WWE復帰
2018年4月9日、WWE・RAWにて復帰を果たす。歌唱中であったイライアスを遮り登場。リング上で睨み合い、イライアスが攻撃を仕掛けてきたところに避けるとネックブリーカーからブレーンバスターを見舞いアピールした。同月16日、RAWにてブラウン・ストローマン & フィン・ベイラー & ボビー・ルード & セス・ロリンズと組んでザ・ミズ & ボー・ダラス & カーティス・アクセル & サミ・ゼイン & ケビン・オーエンズと5 on 5マッチでWWE復帰戦を行う。終盤にオーエンズにスパインバスターを決めるを見せ場を作り、最後はストローマンがミズにランニング・パワースラムを決めて勝利した。
2019年1月14日、RAWでトリプルスレットマッチ形式のWWE IC王座タイトルマッチに挑み、マネージャーのリオ・ラッシュの介入に助けられるとディーン・アンブローズにスピアーを決めて勝利。王座を戴冠した。3月11日、RAWでWWE IC王者のフィン・ベイラーに挑戦。場外からスプリングボードで向かってきたベイラーにカウンターのスピアーを決めて勝利。王座を戴冠した。
2024年4月、レッスルマニア40ではアンジェロ・ドーキンス、モンテス・フォードらと組みカリオン・クロス、エイカム、レイザー組と対戦し、勝利を収めている。
2024年8月、契約満了に伴い退団する。

#### AEW移籍
WWE退団から2ヶ月後の10月、AEWと契約して登場。
先に退団していたMVP、シェルトン・ベンジャミンと共にグループ「ハート・シンジケート」を結成した。

### 総合格闘技
2008年12月13日、Mixed Fighting Allianceで総合格闘技デビューを果たし、ジョシュア・フランクリンにTKO勝ちを収めた。
2009年3月21日、ロイ・ジョーンズ・ジュニアが主催する総合格闘技とボクシングの大会「March Badness」に出場し、ジェイソン・グイダに判定勝ち（当初はケン・シャムロックと対戦予定であったが、ドラッグテストで陽性となり変更となった）。
同年6月27日、ミシシッピ州ビロクシで行われた「Ultimate Chaos」でボブ・サップと対戦し、パウンドにより1ラウンドでギブアップ勝ちを収めた。
2010年8月21日、Strikeforce: Houstonでチャド・グリッグスと対戦。2R終了時に立ち上がってコーナーに戻ることができず、レフェリーストップによるTKO負けで総合格闘技初黒星を喫した。
2012年5月6日、Super Fight League 3でPRIDE、戦極など日本になじみのあるジェームス・トンプソンと対戦。早期決着が期待されたが両者共にスタミナ切れを起こし判定となり敗れた。
2013年6月7日、Titan FC 25のメインイベントにてケビン・アスプルンドと対戦し、キーロックを決めて勝利。
2014年9月5日、Bellator MMA初参戦となったBellator 123にてジョシュ・バーンズと対戦し、リアネイキドチョークを決めて勝利。

## 戦績
| 総合格闘技 戦績 | 総合格闘技 戦績 | 総合格闘技 戦績 | 総合格闘技 戦績 | 総合格闘技 戦績 | 総合格闘技 戦績 | 総合格闘技 戦績 |
| --------------- | --------------- | --------------- | --------------- | --------------- | --------------- | --------------- |
| 17 試合         | (T)KO           | 一本            | 判定            | その他          | 引き分け        | 無効試合        |
| 15 勝           | 5               | 7               | 3               | 0               | 0               | 0               |
| 2 敗            | 1               | 0               | 1               | 0               | 0               | 0               |

| 勝敗 | 対戦相手                 | 試合結果                        | 大会名                                               | 開催年月日     |
| ○    | ジョシュ・エイペルト     | 2R 1:43 リアネイキドチョーク    | Bellator 162: Shlemenko vs. Grove                    | 2016年10月21日 |
| ○    | ジェームス・トンプソン   | 1R 0:54 TKO（パウンド）         | Bellator 145: With a Vengeance                       | 2015年11月6日  |
| ○    | ダン・チャールズ         | 2R 4:14 TKO（パウンド）         | Bellator 138: Kimbo vs. Shamrock                     | 2015年6月19日  |
| ○    | カール・エドリントン     | 1R 1:31 TKO（パウンド）         | Bellator 130                                         | 2014年10月24日 |
| ○    | ジョシュ・バーンズ       | 2R 3:54 リアネイキドチョーク    | Bellator 123                                         | 2014年9月5日   |
| ○    | トニー・メルトン         | 5分5R終了 判定3-0               | XFL: Xtreme Fight Night 15 【XFNヘビー級王座決定戦】 | 2013年11月8日  |
| ○    | マット・ラーソン         | 1R 1:38 リアネイキドチョーク    | GWC The British Invasion: U.S. vs. U.K.              | 2013年6月29日  |
| ○    | ケビン・アスプルンド     | 2R 1:23 キーロック              | Titan FC 25                                          | 2013年6月7日   |
| ×    | ジェームス・トンプソン   | 5分3R終了 判定0-3               | Super Fight League 3                                 | 2012年5月6日   |
| ○    | カール・ノーザ           | 1R 3:44 キーロック              | Shark Fights 21 【Shark Fightヘビー級王座決定戦】    | 2011年11月25日 |
| ○    | ジョン・オット           | 5分3R終了 判定3-0               | Titan FC 17                                          | 2011年3月25日  |
| ×    | チャド・グリッグス       | 2R終了時 TKO（棄権）            | Strikeforce: Houston                                 | 2010年8月21日  |
| ○    | ウェス・シムズ           | 1R 2:06 KO（パウンド）          | Strikeforce: Miami                                   | 2010年1月30日  |
| ○    | ボブ・サップ             | 1R 3:17 ギブアップ（パウンド）  | FFI: Ultimate Chaos                                  | 2009年6月27日  |
| ○    | マイク・クック           | 1R 0:24 ギロチンチョーク        | MFC 21: Hard Knocks                                  | 2009年5月15日  |
| ○    | ジェイソン・グイダ       | 5分3R終了 判定3-0               | SRP: March Badness                                   | 2009年3月21日  |
| ○    | ジョシュア・フランクリン | 1R 0:41 TKO（ドクターストップ） | MFA: There Will Be Blood                             | 2008年12月13日 |

## タイトル歴

### プロレス
WWE
- WWE王座 : 2回
- WWE IC王座 : 2回
- WWE US王座 : 3回
- ECW世界王座 : 2回

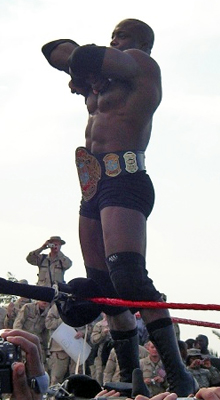
ECW世界王座

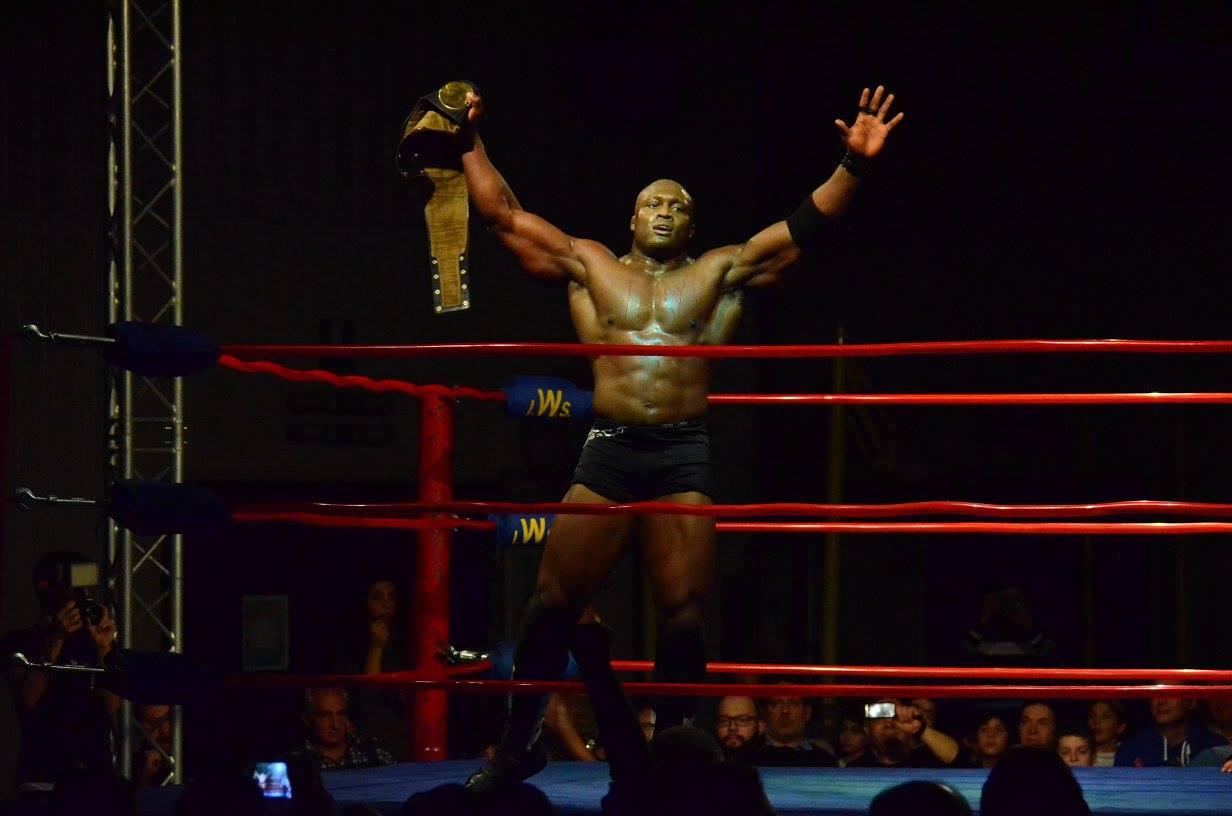
IWSヘビー級王座

- アンドレ・ザ・ジャイアント・メモリアル・バトルロイヤル 優勝 : 1回（2023年）

AEW
- AEW世界タッグ王座 : 1回（第16代）

w / シェルトン・ベンジャミン
TNA/インパクト・レスリング
- TNA世界王座 : 4回
- キング・オブ・ザ・マウンテン王座 : 1回
- TNA Xディヴィジョン王座 : 1回

IWS
- IWSヘビー級王座 : 1回

AWF
- AWFタッグ王座 : 1回

w / ブギーマン

### 総合格闘技
Shark Fight
- 第2代Shark Fightヘビー級王座 : 1回

Xtreme Fighting League
- XFNヘビー級王座 : 1回

## 得意技

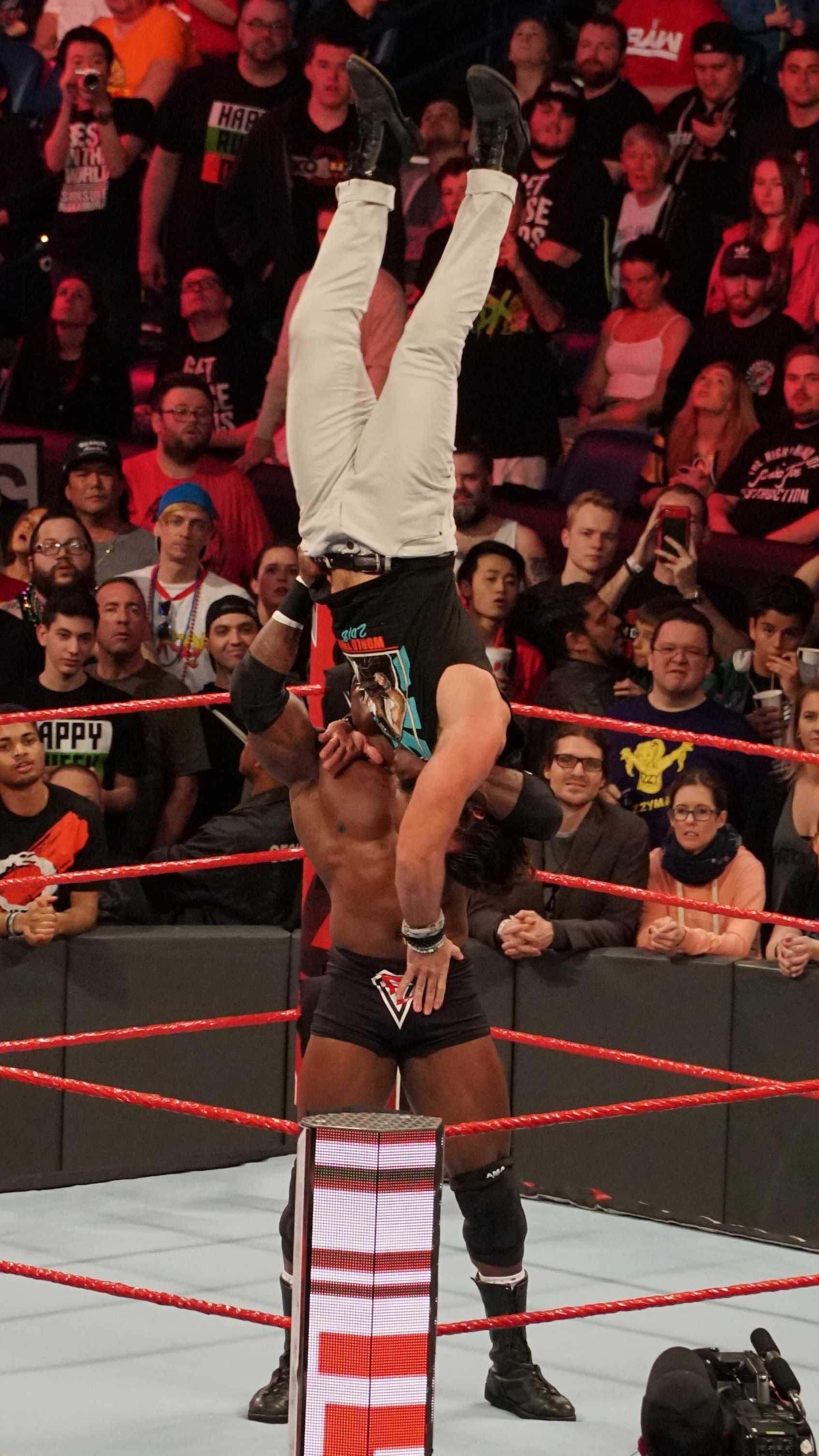
スープレックス

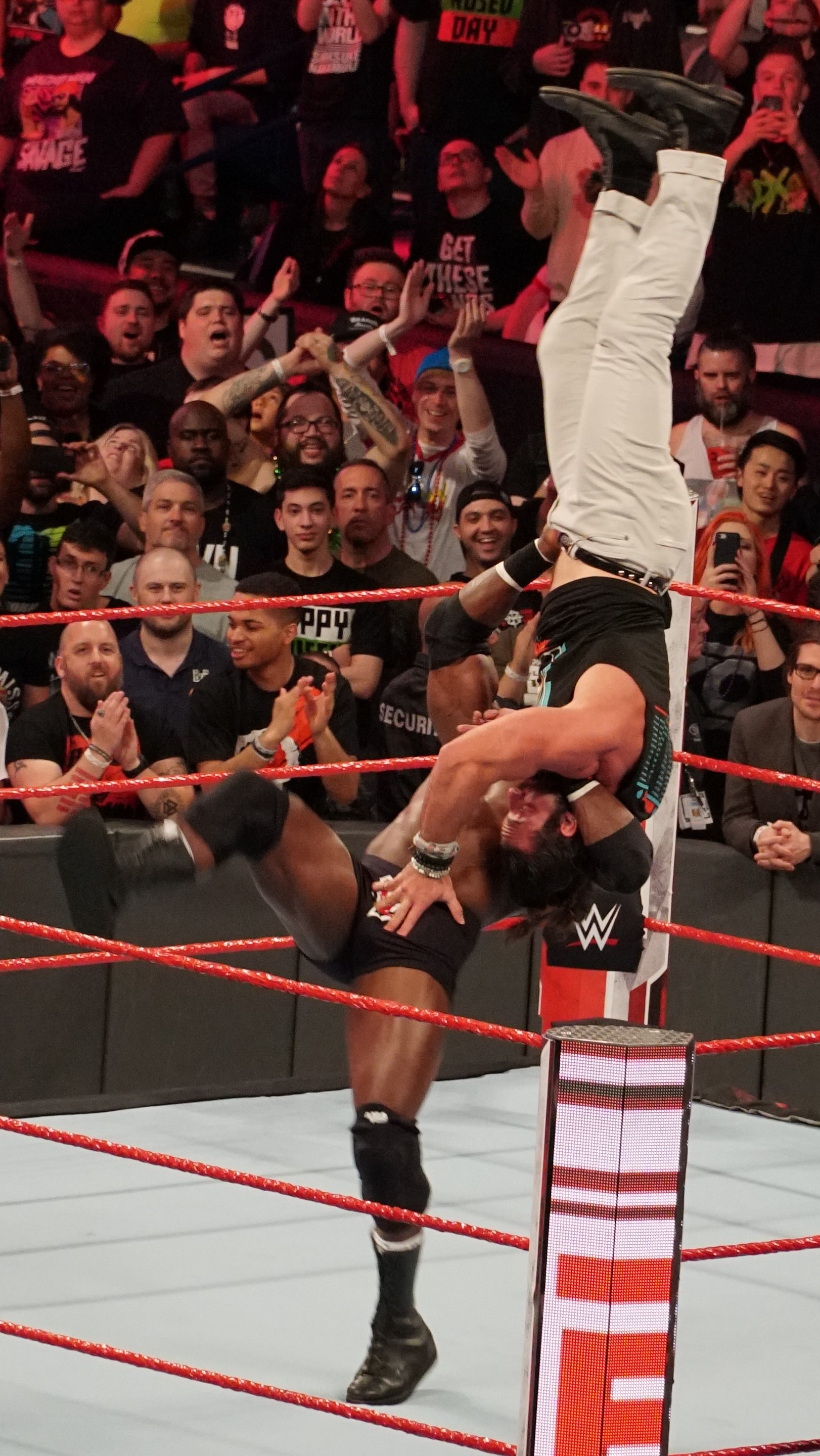
スープレックス

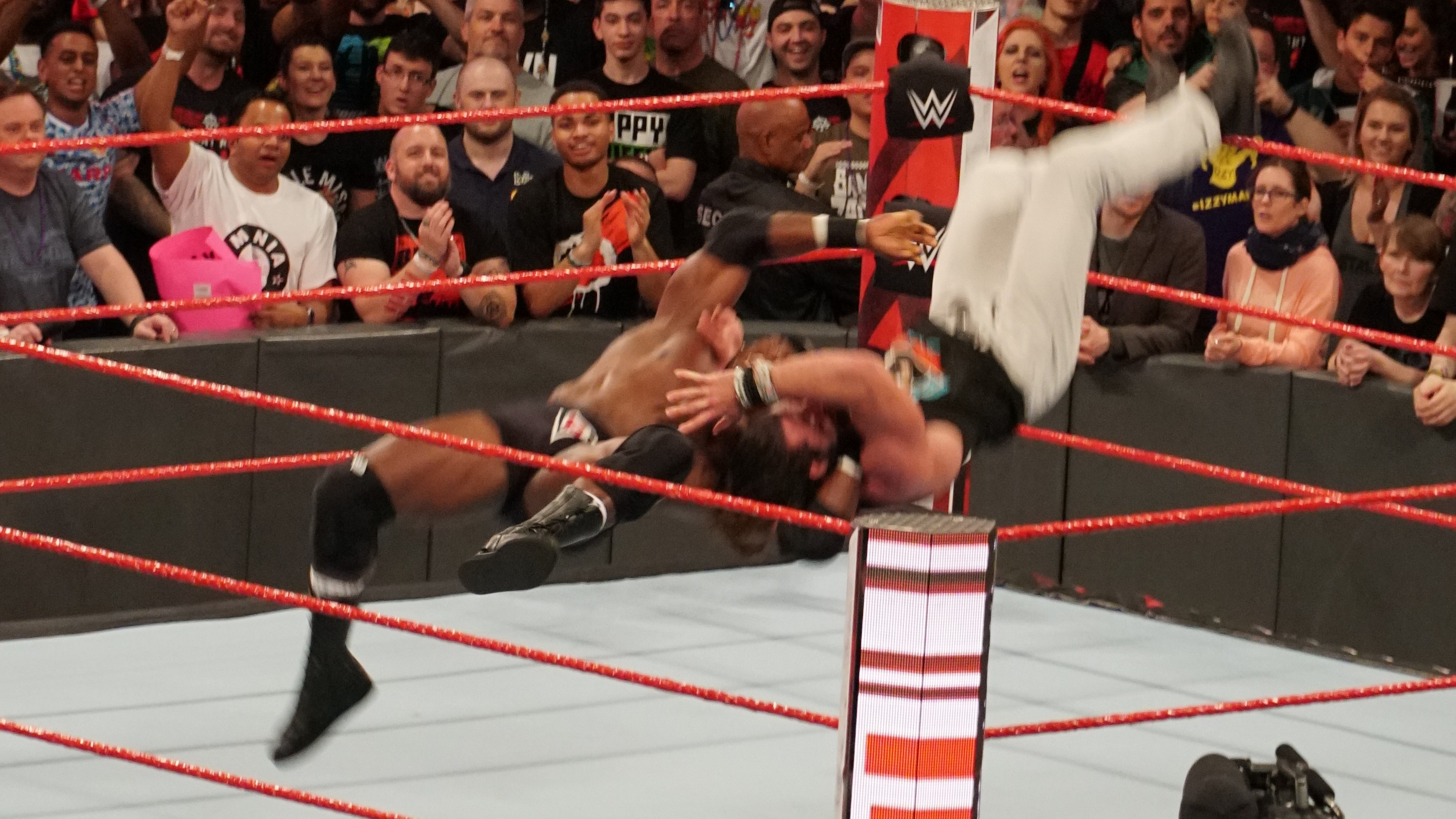
スープレックス

### フィニッシュ・ホールド
スピアー
フィニッシャー。
多くの使い手がいる技だが、TNA時代から、当たる際に自ら回転し相手を巻き込むような特徴的なフォームで使用するようになった。
ドミネーター
カナディアン・バックブリーカーの体勢から、相手を前方に反転させフェイスバスターで叩き付ける。
ドミネーターⅡ
横須賀カッターと同じ技。
相手をカナディアン・バックブリーカーの体勢に担ぎ上げ、その状態から横に反転させてダイヤモンド・カッターのように首を固定して落とす。WWE復帰後から使用している技。
ランニング・パワースラム
相手を肩に担ぎ上げ、体重を浴びせて叩き付ける。
ハートロック
フルネルソンの態勢から相手を左右に揺らしながら強烈に締め上げる関節技でアピールから使用する事が多い。
スタンディング式、グランド式の2種類を使用する。

### 投げ技
スープレックス
ブレーンバスターの体勢で相手を持ち上げた後、片手を離しパワーを誇示してから落とす。
スーパープレックス
ヒスパニック・バスター（カウンター式チョークスラム）
カウンター式の変形ポップアップ・チョークスラム。
走りこんできた相手に対して間髪を入れず、一瞬で一気に持ち上げ、叩きつける。
最近の実況では技名を読み違えて、スパインバスターと誤認して放送してしまっているケースが多い。「All mighty spine buster!」と実況される。（正確にはこの技はスパインバスターではない）
ベリー・トゥ・ベリー
ベリー・トゥー・バック・スープレックス
フルネルソンスラム
フラット・ライナー
パワーボム
ジャーマンスープレックス

### 関節技
リアネイキッドチョーク
アナコンダ・バイス
V1アームロックと袈裟固めの複合技。
ベアハッグ
クロスフェイス

### 打撃技
エルボー
エルボー・スタンプ
バックエルボー
ナックルパンチ
パウンド
ハンマーブロー
ローリング・ソバット
ニーキック
ニーリフト
クローズライン
通常、ランニング式、ショートレンジ式、カウンター式、かち上げ式、倒れ込み式など使用。

## 入場曲
- God of Thunder
- Unstoppable
- Hell Will Be Calling Your Name
- Blow Me Away
- The Boss
- Return of the Ronin
- Domination
- Fire & Brimstone
- Dominance
- All Mighty - 現在使用中